# 야크트티거
대전차자주포 티거 B형, 6호 구축전차 야크트티거 B형, 186번 특수목적차량(독일어: Panzerjäger Tiger Ausf. B, Jagdpanzer VI Jagdtiger Ausf. B, Sd.Kfz. 186)은 티거 2의 차체를 기반으로 설계된 제2차 세계 대전 당시 나치 독일군의 구축전차이다. 또한 야크트티거는 측면이 일체화된 고정포탑이었으나, 모습이 티거 2의 전투실과 차체를 대형화한 듯했다. 야크트티거는 거대한 주포와 중장갑을 위해 속도를 희생했다. 무게가 무려 71.1 t이나 되는 이 구축전차는 구축전차답지 않게 강력한 장갑을 가지고 있어서 연합군의 중전차를 상대할 수 있었다. 야크트티거의 12.8 cm 주포는 당시 연합군 전차의 장갑을 일격에 파괴할 수 있었다. 또한 야크트판터와 비슷하게 설계되고 개발된 구축전차이다.

## 성능
야크트티거는 방어전에서 뛰어난 성능을 보였다. 야크트티거의 12.8 cm 주포는 3 km 밖에서도 셔먼을 격파할 수 있었으며 무려 건물을 뚫고 셔먼을 격파한 일화로 유명하다. 하지만 중량이 71톤이나 나갔기 때문에 지나갈 수 있는 교량이 한정되어 있었고 느린 속도와 큰 덩치로 인해 연합군의 공습에 취약하였다. 신뢰성 또한 끔찍하였는데 극악의 연비와 쉽게 마모되는 주포 부앙각 조절장치 때문에 이동시에는 주포를 고정구에 고정하고 다녀야 했다. 그리고 고정 전투실 덕분에 포신의 방향을 바꾸려면 차체를 자주 돌려야 했는데 이 때문에 변속기와 조향 장치의 고장이 빈발했다고 한다. 야크트티거는 툭하면 고장나는 것으로도 유명하다. 베테랑이 몰아도 고장날 정도였다. 야크트티거의 배치 당시 이미 독일군의 상황은 전투 중에 야크트티거가 기동 불능에 빠지면 퇴각시키기 어려웠고, 결과적으로 생산된 야크트티거의 절반은 전차승무원들이 직접 자폭시켰다. 

## 대중 매체에서

### 비디오 게임
- 월드 오브 탱크
- 월드 오브 탱크 블리츠
- 워 썬더

### 프라모델
- 1/35 German Heavy Tank Destroyer Jagdtiger Early Production - 타미야사에서 출시한 1/35 사이즈의 초기형 야크트티거이다.[1]

## 같이 보기
- 티거 2
- 야크트판터